# Goma guar

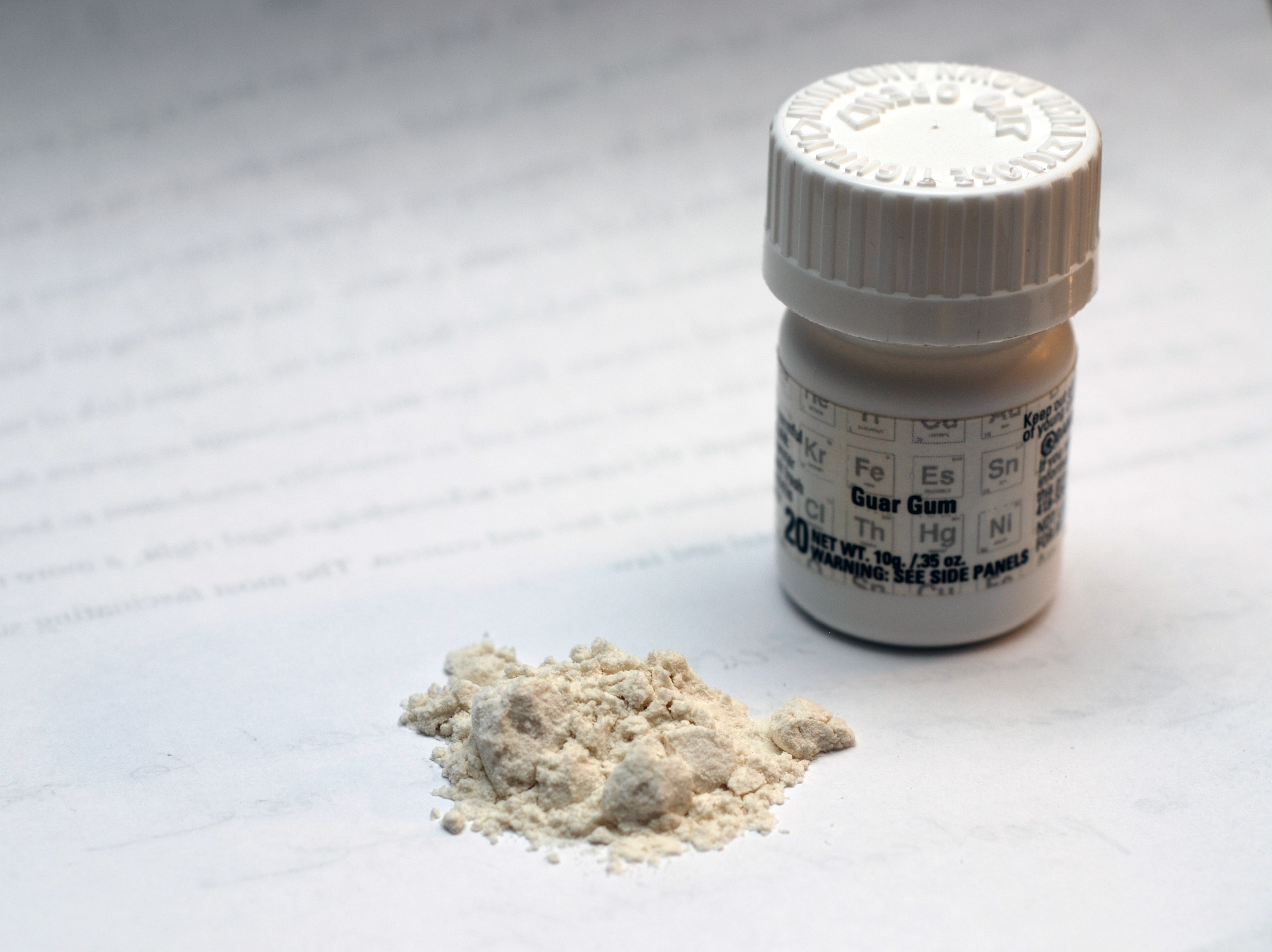
Goma guar en pols

La goma guar, en anglès:Guar gum, o guaran, és un galactomanà, principalment és l'endosperma de la llavor del la planta Guar.

## Comerç
El 80% del comerç mundial de la goma guar es fa des de l'Índia.

### Composició química

Fórmula estructural d'una cadena de goma guar

És un polisacàrid compost dels sucres galactosa i manosa. Les seves propietats la fan un bon espessidor. És més soluble en aigua que la goma de garrofí.

## Aplicacions industrials
- Tèxtils
- Paper
- Explosius
- Farmàcia
- Cosmètica espessidor de pasta de dents, condicionador en xampús
- Petroquímica
- Mineria
- Hidrosembra per condicionar el sòl[4]
- En medicina en cas de disfàgia

## Aplicacions alimentàries
És el mercat més gran per la goma de guar. A Europa el seu codi E és E412.
Entre les aplicacions es troben:
- Productes de fleca, incrementa el rendiment i millora la textura entre altres coses.
- Lactis - espesseix la llet, el iogurt, kefir, i formatges líquids; manté l'homogeneïtat química i la textura dels gelats i sorbets
- Carns, la lubrica i la lliga.
- Millora l'estabilitat i aparença d'amanides, salses, ketchups i altres
- Diversos - Sopes deshidratades, postres dolces, llaunes de peix en salsa, aliments congelats i alimentació per animals.

## Efectes en alimentació i salut
La goma de guar és laxant i és preventiva del restrenyiment i malalties com la de Crohn i la síndrome del colon irritable, entre d'altres. És una substància termogènica útil en règims d'aprimament.